# Liste der olympischen Medaillengewinner aus Brasilien
Bis 2024 konnte Brasilien 170 olympische Medaillen erkämpfen (40 Gold, 49 Silber, 81 Bronze). Alle Medaillen wurden bei Sommerspielen gewonnen, bei den bisherigen Teilnahmen an Winterspielen blieb man bisher ohne Medaillen.

## Medaillenbilanz
Ohne Kunstwettbewerbe
| Brasilien bei den Olympischen Sommerspielen                                         | Brasilien bei den Olympischen Sommerspielen | Brasilien bei den Olympischen Sommerspielen | Brasilien bei den Olympischen Sommerspielen | Brasilien bei den Olympischen Sommerspielen | Brasilien bei den Olympischen Sommerspielen |      | Brasilien bei den Olympischen Winterspielen | Brasilien bei den Olympischen Winterspielen | Brasilien bei den Olympischen Winterspielen | Brasilien bei den Olympischen Winterspielen | Brasilien bei den Olympischen Winterspielen | Brasilien bei den Olympischen Winterspielen |
| Jahr                                                                                | Gold                                        | Silber                                      | Bronze                                      | Gesamt                                      | Rang                                        | Jahr | Gold                                        | Silber                                      | Bronze                                      | Gesamt                                      | Rang                                        |                                             |
| 1920                                                                                | 1                                           | 1                                           | 1                                           | 3                                           | 15                                          |      |                                             |                                             |                                             |                                             |                                             |                                             |
| 1924                                                                                | 0                                           | 0                                           | 0                                           | 0                                           |                                             |      | 1924                                        | –                                           | –                                           | –                                           | –                                           | –                                           |
| 1932                                                                                | 0                                           | 0                                           | 0                                           | 0                                           |                                             |      | 1932                                        | –                                           | –                                           | –                                           | –                                           | –                                           |
| 1936                                                                                | 0                                           | 0                                           | 0                                           | 0                                           |                                             |      | 1936                                        | –                                           | –                                           | –                                           | –                                           | –                                           |
| 1948                                                                                | 0                                           | 0                                           | 1                                           | 1                                           | 34                                          |      | 1948                                        | –                                           | –                                           | –                                           | –                                           | –                                           |
| 1952                                                                                | 1                                           | 0                                           | 2                                           | 3                                           | 24                                          |      | 1952                                        | –                                           | –                                           | –                                           | –                                           | –                                           |
| 1956                                                                                | 1                                           | 0                                           | 0                                           | 1                                           | 24                                          |      | 1956                                        | –                                           | –                                           | –                                           | –                                           | –                                           |
| 1960                                                                                | 0                                           | 0                                           | 2                                           | 2                                           | 39                                          |      | 1960                                        | –                                           | –                                           | –                                           | –                                           | –                                           |
| 1964                                                                                | 0                                           | 0                                           | 1                                           | 1                                           | 35                                          |      | 1964                                        | –                                           | –                                           | –                                           | –                                           | –                                           |
| 1968                                                                                | 0                                           | 1                                           | 2                                           | 3                                           | 35                                          |      | 1968                                        | –                                           | –                                           | –                                           | –                                           | –                                           |
| 1972                                                                                | 0                                           | 0                                           | 2                                           | 2                                           | 41                                          |      | 1972                                        | –                                           | –                                           | –                                           | –                                           | –                                           |
| 1976                                                                                | 0                                           | 0                                           | 2                                           | 2                                           | 36                                          |      | 1976                                        | –                                           | –                                           | –                                           | –                                           | –                                           |
| 1980                                                                                | 2                                           | 0                                           | 2                                           | 4                                           | 17                                          |      | 1980                                        | –                                           | –                                           | –                                           | –                                           | –                                           |
| 1984                                                                                | 1                                           | 5                                           | 2                                           | 8                                           | 19                                          |      | 1984                                        | –                                           | –                                           | –                                           | –                                           | –                                           |
| 1988                                                                                | 1                                           | 2                                           | 3                                           | 6                                           | 24                                          |      | 1988                                        | –                                           | –                                           | –                                           | –                                           | –                                           |
| 1992                                                                                | 2                                           | 1                                           | 0                                           | 3                                           | 25                                          |      | 1992                                        | 0                                           | 0                                           | 0                                           | 0                                           |                                             |
| 1996                                                                                | 3                                           | 3                                           | 9                                           | 15                                          | 25                                          |      | 1994                                        | 0                                           | 0                                           | 0                                           | 0                                           |                                             |
| 2000                                                                                | 0                                           | 6                                           | 6                                           | 12                                          | 53                                          |      | 1998                                        | 0                                           | 0                                           | 0                                           | 0                                           |                                             |
| 2004                                                                                | 5                                           | 2                                           | 3                                           | 10                                          | 16                                          |      | 2002                                        | 0                                           | 0                                           | 0                                           | 0                                           |                                             |
| 2008                                                                                | 3                                           | 4                                           | 10                                          | 17                                          | 23                                          |      | 2006                                        | 0                                           | 0                                           | 0                                           | 0                                           |                                             |
| 2012                                                                                | 3                                           | 5                                           | 9                                           | 17                                          | 22                                          |      | 2010                                        | 0                                           | 0                                           | 0                                           | 0                                           |                                             |
| 2016                                                                                | 7                                           | 6                                           | 6                                           | 19                                          | 13                                          |      | 2014                                        | 0                                           | 0                                           | 0                                           | 0                                           |                                             |
| 2020                                                                                | 7                                           | 6                                           | 8                                           | 21                                          | 12                                          |      | 2018                                        | 0                                           | 0                                           | 0                                           | 0                                           |                                             |
| 2024                                                                                | 3                                           | 7                                           | 10                                          | 20                                          | 20                                          |      | 2022                                        | 0                                           | 0                                           | 0                                           | 0                                           |                                             |
| Gesamt                                                                              | 40                                          | 49                                          | 81                                          | 170                                         |                                             |      | Gesamt                                      | 0                                           | 0                                           | 0                                           | 0                                           |                                             |
| \| \| Gold \| Silber \| Bronze \| Gesamt \| \| Ges. S+W \| 40 \| 49 \| 81 \| 170 \| |                                             |                                             |                                             |                                             |                                             |      |                                             |                                             |                                             |                                             |                                             |                                             |
|                                                                                     | Gold                                        | Silber                                      | Bronze                                      | Gesamt                                      |                                             |      |                                             |                                             |                                             |                                             |                                             |                                             |
| Ges. S+W                                                                            | 40                                          | 49                                          | 81                                          | 170                                         |                                             |      |                                             |                                             |                                             |                                             |                                             |                                             |

## Medaillengewinner

### 1920er Jahre
Sommerspiele 1920
- Gold: Guilherme Parãense, Schießen: Schnellfeuerpistole 30 Meter
- Silber: Afrânio da Costa, Schießen: Scheibenpistole 50 Meter
- Bronze: Dario Barbosa, Afrânio da Costa, Guilherme Paraense, Fernando Soledade und Sebastião Wolf, Schießen: Armeerevolver 50 Meter, Mannschaft

### 1940er Jahre
Sommerspiele 1948
- Bronze: Algodão, João Francisco Bráz, Ruy de Freitas, Massinet Sorcinelli, Alfredo da Motta, Affonso Évora, Alberto Marson, Alexandre Gemignani, Marcus Vinícius Dias und Nilton Pacheco: Basketball

### 1950er Jahre
Sommerspiele 1952
- Gold: Adhemar da Silva, Leichtathletik: Dreisprung
- Bronze:
  - José Telles da Conceição, Leichtathletik: Hochsprung
  - Tetsuo Okamoto, Schwimmsport: 1500 m Freistil

Sommerspiele 1956
- Gold: Adhemar da Silva, Leichtathletik: Dreisprung

### 1960er Jahre
Sommerspiele 1960
- Bronze
  - Edson Bispo dos Santos, Moysés Blás, Waldemar Blatskauskas, Algodão, Carmo de Souza, Carlos Domingos Massoni, Waldir Boccardo, Wlamir Marques, Amaury Antônio Pasos, Fernando Pereira de Freitas, Antônio Salvador Sucar und Eduardo Schall Jatyr: Basketball
  - Manuel dos Santos, Schwimmsport: 100 m Freistil

Sommerspiele 1964
- Bronze: Amaury Antônio Pasos, Wlamir Marques, Ubiratan Pereira Maciel, Carlos Domingos Massoni, Friedrich Wilhelm Braun, Carmo de Souza, Jatyr Eduardo Schall, Edson Bispo dos Santos, Antônio Salvador Sucar, Victor Mirshawka, Sergio de Toledo Machado, José Edvar Simões: Basketball

Sommerspiele 1968
- Silber: Nelson Prudêncio, Leichtathletik: Dreisprung
- Bronze:
  - Servilio de Oliveira, Boxen: Fliegengewicht
  - Reinaldo Conrad 
 Burkhard Cordes, Segeln: Flying Dutchman

### 1970er Jahre
Sommerspiele 1972
- Bronze:
  - Chiaki Ishii, Judo: Halbschwergewicht
  - Nelson Prudêncio, Leichtathletik: Dreisprung

Sommerspiele 1976
- Bronze:
  - Reinaldo Conrad 
 Peter Ficker, Segeln: Flying Dutchman
  - João Carlos de Oliveira, Leichtathletik: Dreisprung

### 1980er Jahre
Sommerspiele 1980
- Gold: Eduardo Penido 
 Marcos Soares, Segeln: 470er
- Gold: Lars Sigurd Björkström 
 Alexandre Welter, Segeln: Tornado
- Bronze:
  - João Carlos de Oliveira, Leichtathletik: Dreisprung
  - Jorge Luíz Fernandes 
 Marcus Mattioli 
 Cyro Delgado 
 Djan Madruga, Schwimmen: 4 × 200 m Freistil

Sommerspiele 1984
- Gold: Joaquim Cruz, Leichtathletik: 800 m
- Silber:
  - Ricardo Prado, Schwimmen: 400 m Lagen
  - Douglas Vieira, Judo: Halbschwergewicht
  - Daniel Adler 
 Torben Grael
 Ronaldo Senfft, Segeln: Soling
  - Bernardo Rezende, Mario Xando Oliveira Neto, Badalhoca, José Montanaro, Marcus Freire, Amauri Ribeiro, Ruy Campos Nascimento, Renan Dal Zotto, Domingo Lampariello Neto, William Carvalho Silva, Bernard Rajzman, Fernando Ávila, Volleyball: Olympische Sommerspiele 1984/Volleyball
  - Ademir, Milton Cruz, Luiz Henrique Dias (TW), André Luís, Mauro Galvão, Tonho, Gilmar (TW), Kita, Gilmar Popoca, Silvinho, Pinga, Davi, Paulo Santos, Ronaldo Moraes, Dunga, Chicão, Luís Carlos Winck, Fußball: Olympische Sommerspiele 1984/Fußball
- Bronze:
  - Walter Carmona, Judo: Mittelgewicht
  - Luis Onmura, Judo: Leichtgewicht

Sommerspiele 1988
- Gold: Aurelio Miguel, Judo: Halbschwergewicht
- Silber:
  - Ademir, Aloísio, Batista, Bebeto, Valdo, Careca, Ze Carlos (TW), André Cruz, Edmar, Milton, Jorginho, Mazinho, Neto, Ricardo Gomes, João Paulo, Romário, Andrade, Geovani Silva, Cláudio Taffarel (TW), Luís Carlos Winck, Fußball: Olympische Sommerspiele 1988/Fußball
  - Joaquim Cruz, Leichtathletik: 800 m
- Bronze:
  - Robson da Silva, Leichtathletik: 200 m
  - Nelson Falcão 
 Torben Grael, Segeln: Star
  - Lars Grael 
 Clinio Freitas, Segeln: Tornado

### 1990er Jahre
Sommerspiele 1992
- Gold:
  - Rogério Sampaio, Judo: Halbleichtgewicht
  - Jorge Edson Brito, Janelson Carvalho, Douglas Chiarotti, André Ferreira, Giovane Gávio, Antonio Carlos Gouveia, Maurício Lima, Marcelo Negrão, Talmo Oliveira, Amauri Ribeiro, Tande, Paulo Andre Silva, Volleyball: Herren
- Silber:Gustavo Borges, Schwimmen: 100 m Freistil

Sommerspiele 1996
- Gold:
  - Marcelo Ferreira 
 Torben Grael, Segeln: Star
  - Robert Scheidt, Segeln: Laser
  - Sandra Pires / Jackie Silva, Beachvolleyball: Damen
- Silber:
  - Mônica Rodrigues / Adriana Samuel, Beachvolleyball: Damen
  - Gustavo Borges, Schwimmen: 200 m Freistil
  - Roseli Gustavo, Marta De Sooza Sobral, Silvia Luz, Cintia Santos, Claudia Maria Pastor, Alessandra Santos de Oliveira, Hortência Marcari, Adriana Santos, Maria Angelica, Janeth Arcain, Maria Paula Silva, Leila Sobral, Basketball: Damen
- Bronze:
  - Fernando Scherer, Schwimmen: 50 m Freistil
  - Gustavo Borges, Schwimmen: 100 m Freistil
  - Aldair, Amaral, Bebeto, Roberto Carlos, Flávio Conceição, Danrlei (TW), Dida (TW), Zé Elias, Ronaldo Guiaro, André Luiz Moreira, Luizão, Zé María, Narciso, Juninho Paulista, Marcelinho Paulista, Rivaldo, Ronaldo, Sávio Bortolini Pimentel, Fußball: Herren
  - Henrique Guimarães, Judo: Halbleichtgewicht
  - Aurélio Miguel, Judo: Halbschwergewicht
  - Arnaldo da Silva 
 Robson da Silva 
 Édson Ribeiro 
 André da Silva, Leichtathletik: 4 × 100 m Herren
  - Luiz Felipe de Azevedo
auf „Cassiana“
André Johannpeter
auf „Calei“
Álvaro Affonso de Miranda Neto
auf „Aspen“
Rodrigo Pessoa
auf „Tomboy“, Reiten: Springreiten Mannschaft
  - Lars Grael 
 Kiko Pellicano, Segeln: Tornado
  - Ana Margarita Alvares, Leila Barros, Ericléia Bodziak, Hilma Caldeira, Ana Paula Connelly, Marcia Regina Cunha, Virna Dias, Ana Beatriz Moser, Ana Flávia Sanglard, Helia Rogerio Souza, Sandra Suruagy, Fernanda Venturini, Volleyball: Damen

### 2000er Jahre
Sommerspiele 2000
- Silber:
  - Zé Marco / Ricardo, Beachvolleyball: Herren
  - Vicente de Lima
 Édson Ribeiro
 André da Silva
 Claudinei da Silva, Leichtathletik: 4 × 100 m Herren
  - Robert Scheidt, Segeln: Laser
  - Tiago Camilo, Judo: Leichtgewicht Herren
  - Carlos Honorato, Judo: Mittelgewicht Herren
  - Adriana Behar / Shelda Bede, Beachvolleyball: Damen
- Bronze:
  - Sandra Pires / Adriana Samuel, Beachvolleyball: Damen
  - Marcelo Ferreira 
 Torben Grael, Segeln: Star
  - Luiz Felipe de Azevedo
auf „Ralph“
André Johannpeter
auf „Calei“
Álvaro Affonso de Miranda Neto
auf „Aspen“
Rodrigo Pessoa
auf „Baloubet du Rouet“, Reiten: Springreiten Mannschaft
  - Fernando Scherer 
 Gustavo Borges 
 Carlos Jayme 
 Edvaldo Valério, Schwimmen: 4 × 100 m Freistil Herren
  - Claudia Neves, Adriana Santos, Janeth Arcian, Alessandra Oliveira, Cintia Santos, Helene Cristina Luz, Adriana Pinto, Lilia Cristina Gonzalves, Ilisaine David, Marta Sobral, Silvia Andrea Luz, Kelly Santos, Basketball: Damen
  - Elisângela Oliveira, Janina Conceicao, Raquel Silva, Ricarda Lima, Fofão Souza, Leila Barros, Walewska Oliveira, Virna Dias, Karin Rodriguez, Kely Fraga, Erika Coimbra, Katia Lopes, Volleyball: Damen

Sommerspiele 2004
- Gold:
  - Ricardo / Emanuel, Beachvolleyball: Herren
  - Rodrigo Pessoa
auf „Baloubet du Rouet“, Reiten: Springreiten Einzel
  - Robert Scheidt, Segeln: Laser
  - Marcelo Ferreira 
 Torben Grael, Segeln: Star
  - Dante Guimarães Amaral, Nalbert Bitencourt, Gustavo Endres, Ricardo Garcia, Giovane Gávio, Gilberto Godoy Filho, André Heller, Maurício Lima, André Nascimento, Anderson Rodrigues, Rodrigo Santana, Sérgio Dutra Santos, Volleyball: Herren
- Silber:
  - Adriana Behar / Shelda Bede, Beachvolleyball: Damen
  - Aline, Andreia (TW), Renata Costa, Cristiane, Daniela, Dayane, Elaine, Formiga, Grazielle, Juliana, Kelly, Maravilha (TW), Marta, Maycon, Monica, Pretinha, Renata Costa, Rosana, Roseli, Tânia Maranhão, Fußball: Damen
- Bronze:
  - Leandro Guilheiro, Judo: Leichtgewicht Herren
  - Flávio Canto, Judo: Halbmittelgewicht Herren
  - Vanderlei de Lima, Leichtathletik: Marathon Herren

Sommerspiele 2008
- Gold:
  - Cesar Cielo Filho, Schwimmen: 50 m Freistil Herren
  - Maurren Higa Maggi, Leichtathletik: Weitsprung Damen
  - Paula Pequeno, Fabiana Claudino, Sheilla Castro, Walewska Oliveira, Marianne Steinbrecher, Thaísa Menezes, Hélia Souza, Carolina Albuquerque, Jaqueline Carvalho, Wélissa Gonzaga, Fabiana Oliveira, Valeska Menezes, Volleyball: Damen
- Silber:
  - Bruno Rezende, Marcelo Elgarten, André Heller, Samuel Fuchs, Gilberto Godoy Filho, Murilo Endres, André Nascimento, Sérgio Dutra Santos, Anderson Rodrigues, Gustavo Endres, Rodrigo Santana, Dante Guimarães Amaral, Volleyball: Herren
  - Márcio Araújo / Fábio Luiz, Beachvolleyball: Herren
  - Robert Scheidt 
 Bruno Prada, Segeln: Star
  - Andreia (TW), Andreia Rosa, Bárbara (TW), Cristiane, Daniela, Erika, Ester, Fabiana, Formiga, Francielle, Marta, Maurine, Maycon, Pretinha, Renata Costa, Rosana, Simone, Tânia Maranhão, Fußball: Damen
- Bronze:
  - Cesar Cielo Filho, Schwimmen: 100 m Freistil Herren
  - Ricardo / Emanuel, Beachvolleyball: Herren
  - Fernanda Oliveira 
 Isabel Swan, Segeln: 470er Damen
  - Rosemar Coelho Neto / Lucimar Aparecida de Moura / Thaíssa Presti / Rosangela Santos, Leichtathletik: 4 × 100 m Damen
  - Leandro Guilheiro, Judo: Leichtgewicht Herren
  - Tiago Camilo, Judo: Halbmittelgewicht Herren
  - Ketleyn Quadros, Judo: Leichtgewicht Damen
  - Natália Falavigna, Taekwondo: Schwergewicht Damen
  - Diego Alves (TW), Anderson, Breno, Diego, Hernanes, Ilsinho, Jô, Lucas, Marcelo, Thiago Neves, Alexandre Pato, Rafinha, Ramires, Renan (TW), Ronaldinho, Alex Silva, Thiago Silva, Rafael Sóbis, Fußball: Herren
  - Vicente de Lima / Sandro Viana / Bruno de Barros / Jose Carlos Moreira, Leichtathletik: 4 × 100 m Herren

### 2010er Jahre
Sommerspiele 2012
- Gold:
  - Sarah Menezes, Judo: Superleichtgewicht Damen
  - Adenízia Silva, Paula Pequeno, Danielle Lins, Fabiana Claudino, Thaísa Menezes, Jaqueline Carvalho, Fernanda Ferreira, Tandara Caixeta, Natália Pereira, Sheilla Castro, Fabiana Oliveira, Fernanda Rodrigues, Volleyball: Damen
  - Arthur Zanetti, Turnen: Ringe
- Silber:
  - Esquiva Falcão, Boxen: Mittelgewicht Herren
  - Alison Cerutti / Emanuel Rego, Beachvolleyball: Herren
  - Sérgio Dutra Santos, Rodrigo Santana, Lucas Saatkamp, Ricardo García, Dante Guimarães Amaral, Bruno Rezende, Leandro Vissotto Neves, Gilberto Godoy Filho, Murilo Endres, Wallace de Souza, Sidnei dos Santos, Thiago Soares Alves, Volleyball: Herren
  - Leandro Damião, Danilo, Gabriel (TW), Ganso, Hulk, Juan Jesus, Lucas, Marcelo, Neto (TW), Neymar, Oscar, Alexandre Pato, Rafael, Rômulo, Alex Sandro, Sandro, Thiago Silva, Bruno Uvini, Fußball: Herren
  - Thiago Pereira, Schwimmen: 400 m Herren
- Bronze:
  - Felipe Kitadai, Judo: Superleichtgewicht Herren
  - Rafael Silva, Judo: Schwergewicht Herren
  - Mayra Aguiar, Judo: Halbschwergewicht Damen
  - Yamaguchi Falcão, Boxen: Halbschwergewicht Herren
  - Adriana Araújo, Boxen: Leichtgewicht Damen
  - Juliana Felisberta da Silva / Larissa França, Beachvolleyball: Damen
  - César Cielo, Schwimmen: 50 m Freistil Herren
  - Bruno Prada, Robert Scheidt, Segeln: Star
  - Yane Marques, Moderner Fünfkampf: Damen

Sommerspiele 2016
- Gold:
  - Alison Cerutti / Bruno Oscar Schmidt, Beachvolleyball: Herren
  - Robson Conceicao, Boxen: Leichtgewicht Herren
  - Felipe Anderson, Renato Augusto, Gabriel Barbosa, Rodrigo Caio, Rodrigo Dourado, Luan Garcia, |Gabriel Jesus, Thiago Maia, Marquinhos, Neymar, Rafinha, Douglas Santos, Uilson (TW), Luan Vieira, Walace, Wéverton (TW), William, Zeca, Fußball: Herren
  - Thiago Braz da Silva, Leichtathletik: Stabhochsprung Herren
  - William Arjona, Mauricio Borges Almeida Silva, Éder Carbonera, Wallace de Souza, Sérgio Dutra Santos, Evandro Guerra, Ricardo Lucarelli Santos de Souza, Luiz Felipe Marques Fonteles, Bruno Rezende, Lucas Saatkamp, Douglas Souza, Mauricio Souza, Volleyball: Herren
  - Rafaela Silva, Judo: Leichtgewicht Damen
  - Martine Grael / Kahena Kunze, Segeln: 49er FX Damen
- Silber:
  - Isaquias Queiroz, Kanu: Einer-Canadier 1000 m Herren
  - Isaquias Queiroz / Erlon Silva, Kanu: Zweier-Canadier 1000 m Herren
  - Felipe Almeida Wu, Sportschießen: Luftpistole Herren
  - Diego Hypolito, Turnen: Boden Herren
  - Arthur Zanetti, Turnen: Ringe Herren
  - Agatha Bednarczuk / Barbara Seixas, Beachvolleyball: Damen
- Bronze:
  - Rafael Silva, Judo: Schwergewicht Herren
  - Isaquias Queiroz, Kanu: Einer-Canadier 200 m Herren
  - Maicon de Andrade, Taekwondo: über 80 kg Herren
  - Arthur Mariano, Turnen: Boden Herren
  - Mayra Aguiar, Judo: Halbschwergewicht Damen
  - Poliana Okimoto, Schwimmen: 10 km Freiwasser Damen

### 2020er Jahre
Sommerspiele 2020
- Gold:
  - Hebert Conceição, Boxen: Mittelgewicht Herren
  - Rebeca Andrade, Turnen: Sprung Damen
  - Martine Grael / Kahena Kunze, Segeln: 49erFX Damen
  - Italo Ferreira, Surfen: Shortboard Herren
  - Ana Marcela Cunha, Schwimmen: 10 km Freiwasser Damen
  - Isaquias Queiroz, Kanu: Einer-Canadier 1000 m Herren
  - Abner Vinícius, Dani Alves, Antony, Guilherme Arana, Bruno Guimarães, Claudinho, Matheus Cunha, Diego Carlos, Douglas Luiz, Malcom, Matheus Henrique, Gabriel Martinelli, Gabriel Menino, Nino, Paulinho, Reinier, Richarlison, Santos, Fußball: Herren
- Silber:
  - Rebeca Andrade, Turnen: Einzelmehrkampf Damen
  - Rayssa Leal, Skateboard: Street Damen
  - Kelvin Hoefler, Skateboard: Street Herren
  - Pedro Barros, Skateboard: Park Herren
  - Beatriz Ferreira, Boxen: Leichtgewicht Damen
  - Camila Brait, Tandara Caixeta, Macris Carneiro, Ana Beatriz Corrêa, Ana Carolina da Silva, Ana Cristina de Souza, Fernanda Rodrigues, Carol Gattaz, Gabriela Guimarães, Rosamaria Montibeller, Natália Pereira, Roberta Ratzke, Volleyball: Damen
- Bronze:
  - Mayra Aguiar, Judo: Halbschwergewicht Damen
  - Daniel Cargnin, Judo: Halbleichtgewicht Herren
  - Alison dos Santos, Leichtathletik: 400 m Hürden Herren
  - Thiago Braz, Leichtathletik: Stabhochsprung Herren
  - Laura Pigossi / Luisa Stefani, Tennis: Doppel Damen
  - Abner Teixeira, Boxen: Schwergewicht Herren
  - Fernando Scheffer, Schwimmen: 200 m Freistil Herren
  - Bruno Fratus, Schwimmen: 50 m Freistil Herren

Sommerspiele 2024
- Gold
  - Rebeca Andrade, Turnen: Boden
  - Ana Patrícia Ramos / Duda Lisboa, Beachvolleyball: Beachvolleyball
  - Beatriz Souza, Judo: Klasse über 78 kg
- Silber
  - Rebeca Andrade, Turnen: Sprung
Mehrkampf Einzel
  - Caio Bonfim, Leichtathletik: 20 km Gehen
  - Willian Lima, Judo: Klasse bis 66 kg
  - Adriana / Ana Vitória / Angelina / Antônia / Duda Sampaio / Gabi Nunes / Gabi Portilho / Jheniffer / Kerolin / Lauren / Lorena / Luciana / Ludmila / Marta / Priscila / Rafaelle / Tainá / Tamires / Tarciane / Thais Ferreira / Yasmim / Vitória Yaya, Fußball: Frauen
  - Isaquias Queiroz, Kanu: C1 1000 m
  - Tatiana Weston-Webb, Surfen: Shortboard
- Bronze
  - Augusto Akio, Skateboard: Park
  - Beatriz Ferreira, Boxen: Klasse bis 60 kg
  - Rayssa Leal, Skateboard: Street
  - Gabriel Medina, Surfen: Shortboard
  - Larissa Pimenta, Judo: Klasse bis 52 kg
  - Edival Pontes, Taekwondo: Klasse bis 68 kg
  - Alison dos Santos, Leichtathletik: 400 m Hürden
  - Daniel Cargnin / Leonardo Gonçalves / Willian Lima / Rafael Macedo / Larissa Pimenta / Ketleyn Quadros / Guilherme Schimidt / Rafael Silva / Rafaela Silva / Beatriz Souza, Judo: Mixed Team
  - Rebeca Andrade / Jade Barbosa / Lorrane Oliveira / Flávia Saraiva / Julia Soares, Turnen: Mehrkampf Mannschaft
  - Julia Bergmann / Macris Carneiro / Nyeme Costa / Diana Duarte / Gabriela Guimarães / Thaísa Menezes / Rosamaria Montibeller / Roberta Ratzke / Tainara Santos / Ana Carolina da Silva / Ana Cristina de Souza / Lorenne Teixeira, Volleyball: Frauen